# 特殊部隊

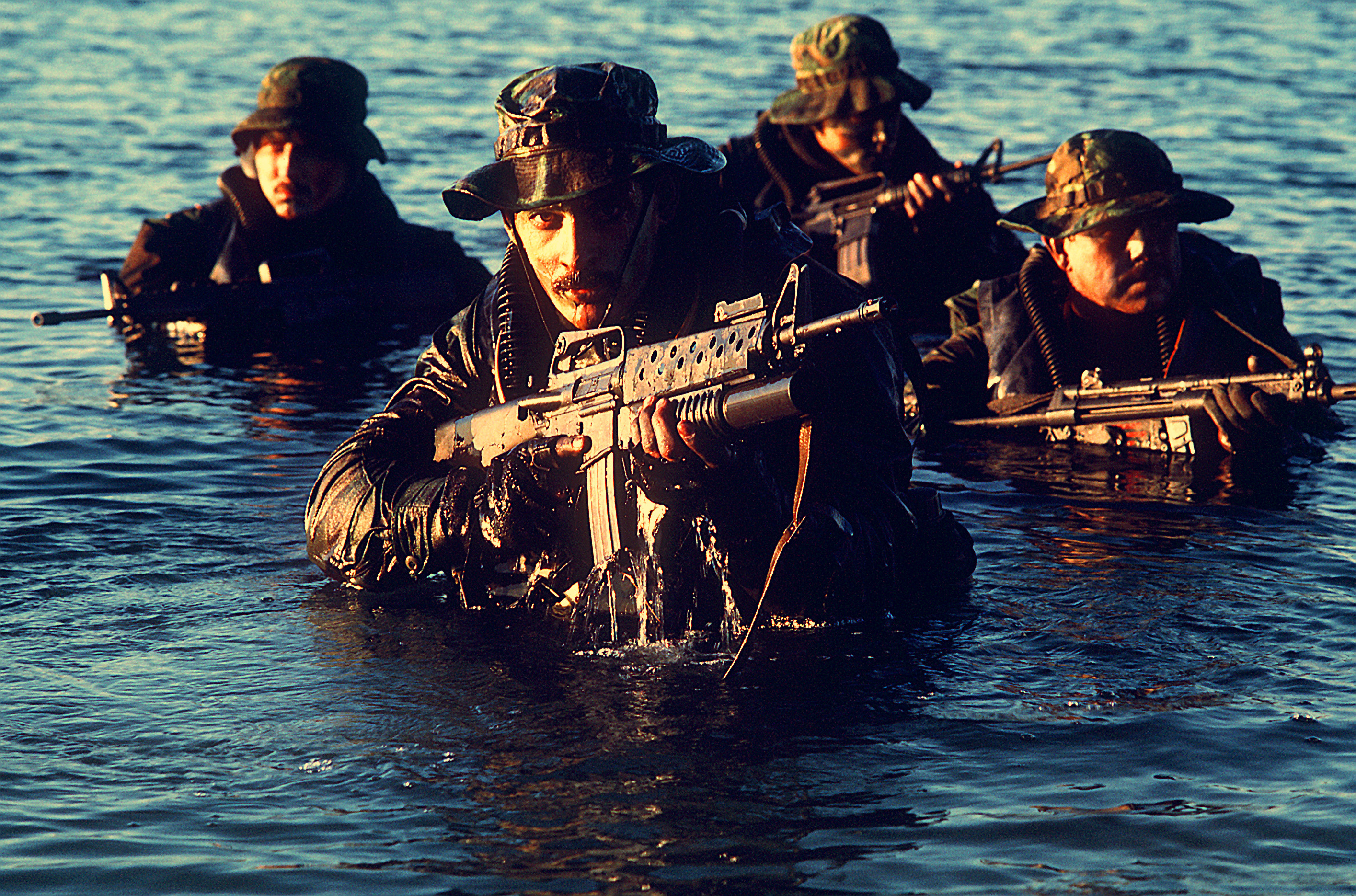
アメリカ海軍の特殊部隊Navy SEALs

特殊部隊（とくしゅぶたい、英語: special forces）とは、軍隊や法執行機関の一般部隊とは遂行すべき任務と部隊の編制が異なる部隊のことである。敵地への潜入・偵察や破壊工作、人質救出・対テロ作戦など、一般部隊では対応できない特殊な事案への対処を担当している。高度な知識や技術を習得した隊員により構成され、一般の将兵・捜査官から必要な資質に秀でた者を選抜している。軍で特殊作戦を担当する部隊は特殊作戦部隊（とくしゅさくせんぶたい、英: special operations forces, SOF）とも称される。

## 概要

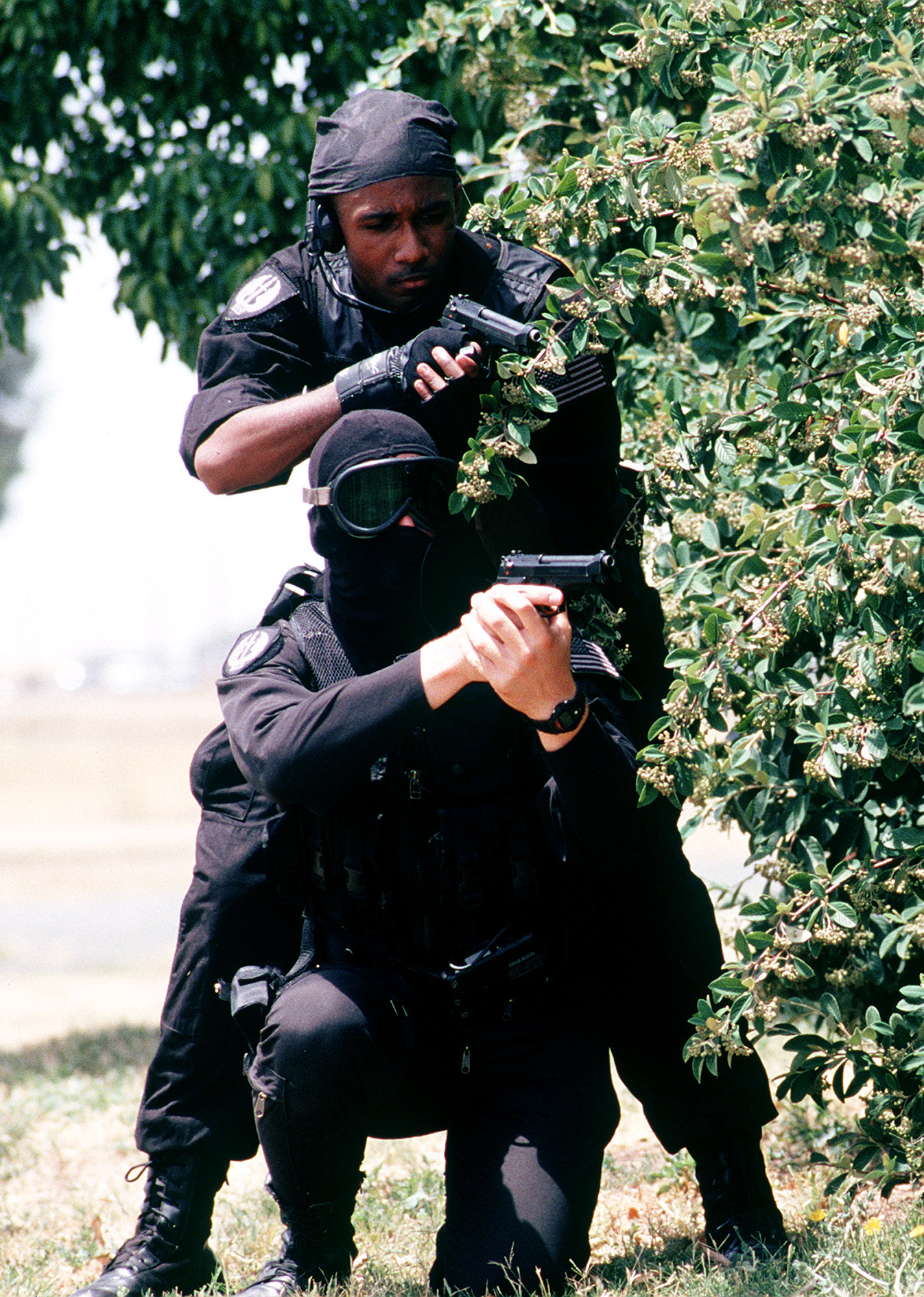
SWAT

特殊作戦の構成要素であるゲリラコマンドによる奇襲攻撃は、古くから見られてきた。ナポレオン戦争中の半島戦争では、フランス軍の侵攻にスペインやポルトガルの民兵が対抗し、「ゲリラ」の語源となった。また第二次世界大戦では、イギリス軍のブリティッシュ・コマンドスやドイツ国防軍のブランデンブルク部隊など、敵勢力の後方地域においてコマンド部隊による奇襲攻撃などが展開された。
冷戦期には革命闘争の一環としての不正規戦争が多発し、ベトナム戦争に介入したアメリカ軍でもこれへの対応を余儀なくされたことから、特殊作戦部隊の整備が進むことになった。しかし陸海空軍の主流の将校は特殊作戦への理解が乏しく、特殊部隊を異端視する向きが強く、特に他軍種との統合作戦には困難が伴った。一方、東側諸国では、大戦中のパルチザンの経験をふまえて、不正規戦争への介入の必要もあり、大規模な特殊部隊が整備されていた。朝鮮人民軍は特に特殊部隊を重視しており、韓国国防白書2008年度版によると、過去2年間で6万人の増員をし、約18万人の特殊部隊を保有しているとされている。
このような軍隊の特殊作戦部隊とは別に、1960年代後半より、アメリカ合衆国の警察では、テキサスタワー乱射事件のような凶悪犯罪に対処するためのSWAT部隊の創設が相次いでいた。また1972年のミュンヘンオリンピック事件を契機として、大陸ヨーロッパでは西ドイツ国境警備隊のGSG-9やパリ警視庁のBRI-BACのように、単なる凶悪犯対処にとどまらず、対テロ作戦にも対応可能な法執行機関の部隊が発足した。これに対し、アングロサクソン諸国では対テロ作戦は軍が担当することになり、イギリスでは陸軍特殊空挺部隊（SAS）に対革命戦部隊（CRW Wing  ）を編成し、1980年の駐英イラン大使館占拠事件でも出動した。またアメリカ合衆国でも、SASに倣ってデルタフォースが発足した。しかし軍事作戦では脅威を排除するために持てる限りの火力を行使することが当然とされるのに対し、法執行活動の場合、武器使用は最低限に抑えなければ後の捜査に支障を来すうえに裁判所でも指弾を受けかねないことから、ロサンゼルスオリンピックを控えた連邦捜査局（FBI）では、独自の対テロ作戦部隊として人質救出チーム（HRT）が編成された。

## 日本における特殊部隊

### 自衛隊

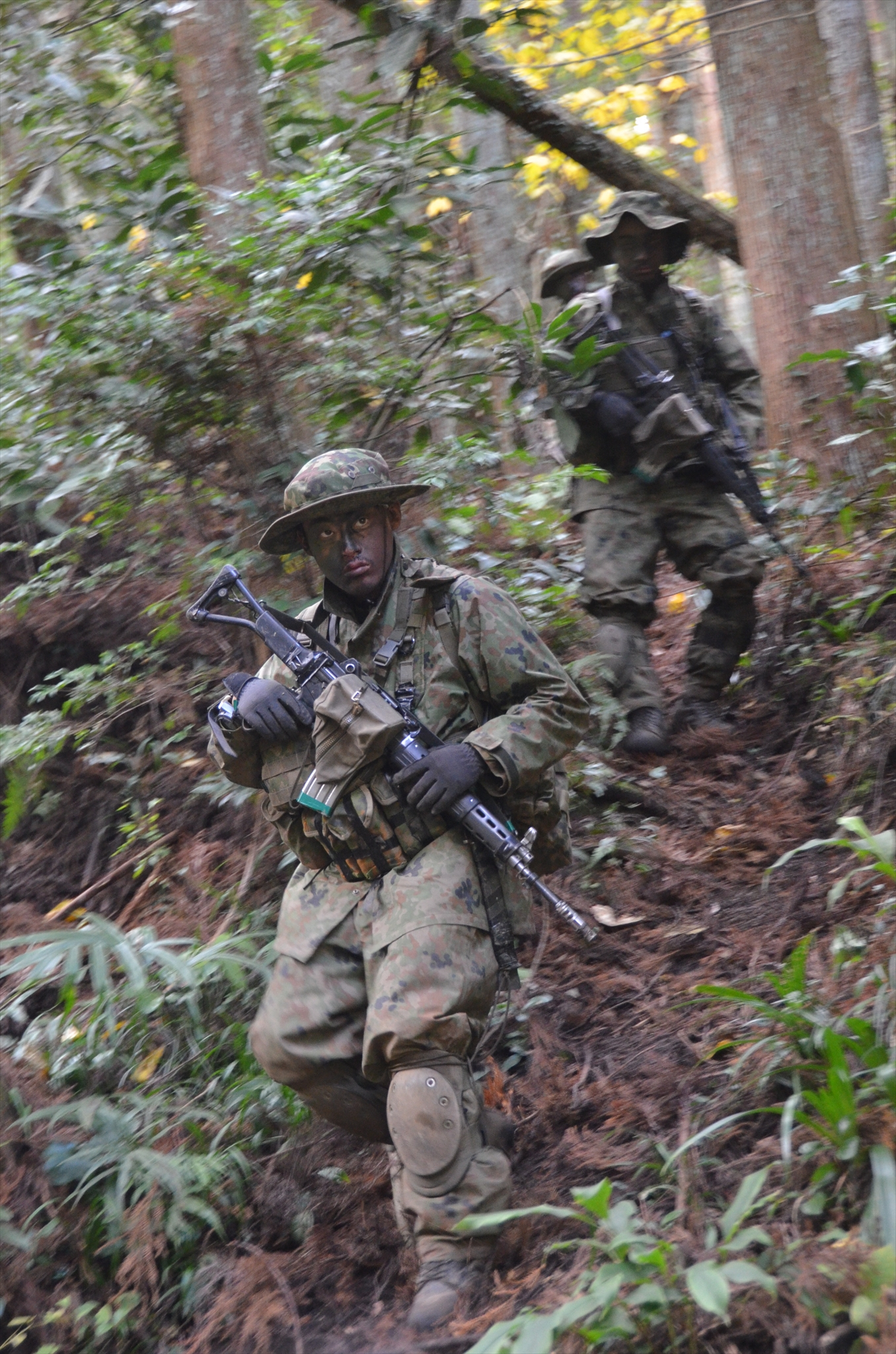
空挺レンジャー課程

#### 冷戦期
陸上自衛隊では、まず創設直後の1954年9月に調査学校を設置して、旧陸軍中野学校の卒業生を教官として招聘するとともにアメリカ陸軍特殊部隊とも連携し、特殊作戦に関する研究に着手した。1956年、元F機関長である藤原陸将補が学校長に補されると、敵後方地域等で情報の獲得や遊撃活動等に任ずる幹部を育成する対心理情報課程（現在の心理戦防護課程）が開講されたが、この課程は当初、直截的に"SF課程"（Special Forces）と称されていた。
これとは別に、正規戦での遊撃戦要員育成のため、1956年には、富士学校でレンジャー課程が開始された。1958年には空挺部隊として第1空挺団が編成されたが、こちらも精鋭部隊として、特殊作戦への投入も想定されていた。また北部方面隊でもソビエト連邦軍の上陸に備えて遊撃戦の準備を進めており、1961年には、まず倶知安駐屯地において北部方面総監部第三部に特別戦技訓練隊が設置され、1962年には名寄駐屯地に移駐し、1971年には真駒内駐屯地で冬季戦技教育隊（冬戦教）と改称された。
この他、海上自衛隊では第二次世界大戦に敷設された機雷や不発弾、海中廃棄火薬類に対する爆発物処理（EOD）を担当する水中処分員の育成を急いでいたが、当初、アメリカ海軍ではEOD課程に外国人留学生を受け入れていなかったことから、かわりに、1957年より、フロッグマンを養成するUDTra（Under Water Demolition Training）課程に留学生を派遣していた。このUDTra課程はNavy SEALsの選抜訓練の前身にあたるもので、極めて過酷であり、海自からの最初の留学生は訓練中に殉職している。その後、1964年よりEOD課程への留学生受け入れが開始されたことから、UDTra課程への派遣は行われなくなった。

#### 冷戦後

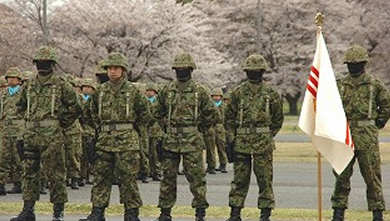
特殊作戦群（SFGp）

1995年に閣議決定された07大綱において、冷戦終結など国際環境の変化に対応して、防衛力の見直しが図られることとなった。13中期防に基づき、2002年には水陸両用作戦部隊として西部方面普通科連隊（WAiR）が、そして2004年には陸自初の特殊部隊として特殊作戦群（SOG）が編成された。またこれらに先行する2001年には、能登半島沖不審船事件を契機として、海上自衛隊でも自衛艦隊の直轄下に特別警備隊（SBU）を編成している。
2004年に制定された「特殊作戦隊員の範囲等に関する訓令」において、陸上自衛隊における「特殊作戦隊員」は、下記の4つと規定された。
- 空挺基本訓練課程及び別に指定する特殊作戦業務の課程を修了し、かつ、陸上自衛隊の特殊作戦群に所属する陸上自衛官
- 空挺基本訓練課程を修了し、かつ、陸上自衛隊の特殊作戦群に所属する陸上自衛官のうち別に指定する者（前号に規定する者を除く。）
- 別に指定する水陸両用の課程及び別に指定するレンジャーの課程を修了し、かつ、陸上自衛隊の西部方面普通科連隊に所属する陸上自衛官（当該訓練課程を修了した隊員のみで編成される小隊の隊員のうち別に指定する者に限る。）
- 水陸両用課程を修了し、かつ、陸上自衛隊の西部方面普通科連隊に所属する陸上自衛官のうち別に指定する者（前号に規定する者を除く。）

ここで言及されている「当該訓練課程を修了した隊員のみで編成される小隊」は、「特殊作戦隊員の指定等について（通知）」において「西部方面普通科連隊の本部管理中隊の情報小隊又は普通科中隊の小銃小隊（Ｂ）」と記載されている。
また2011年には、航空自衛隊でも、対ゲリラ作戦の研究および基地警備隊への教導を任務とする基地警備教導隊（BDDTS）が発足した。

なお、西部方面普通科連隊は2018年に編成された水陸機動団の第1水陸機動連隊・第2水陸機動連隊・第3水陸機動連隊に改編されている。

### 警察
日本の警察では、警備部にテロ事件の対処を任務とする部隊が編成され、刑事部に誘拐事件や人質立てこもり事件など、凶悪事件の捜査を任務とする部署が設置されている。また一部の県警察では警備部と刑事部から人員を選抜し、合同部隊を編成している。

#### 警備部

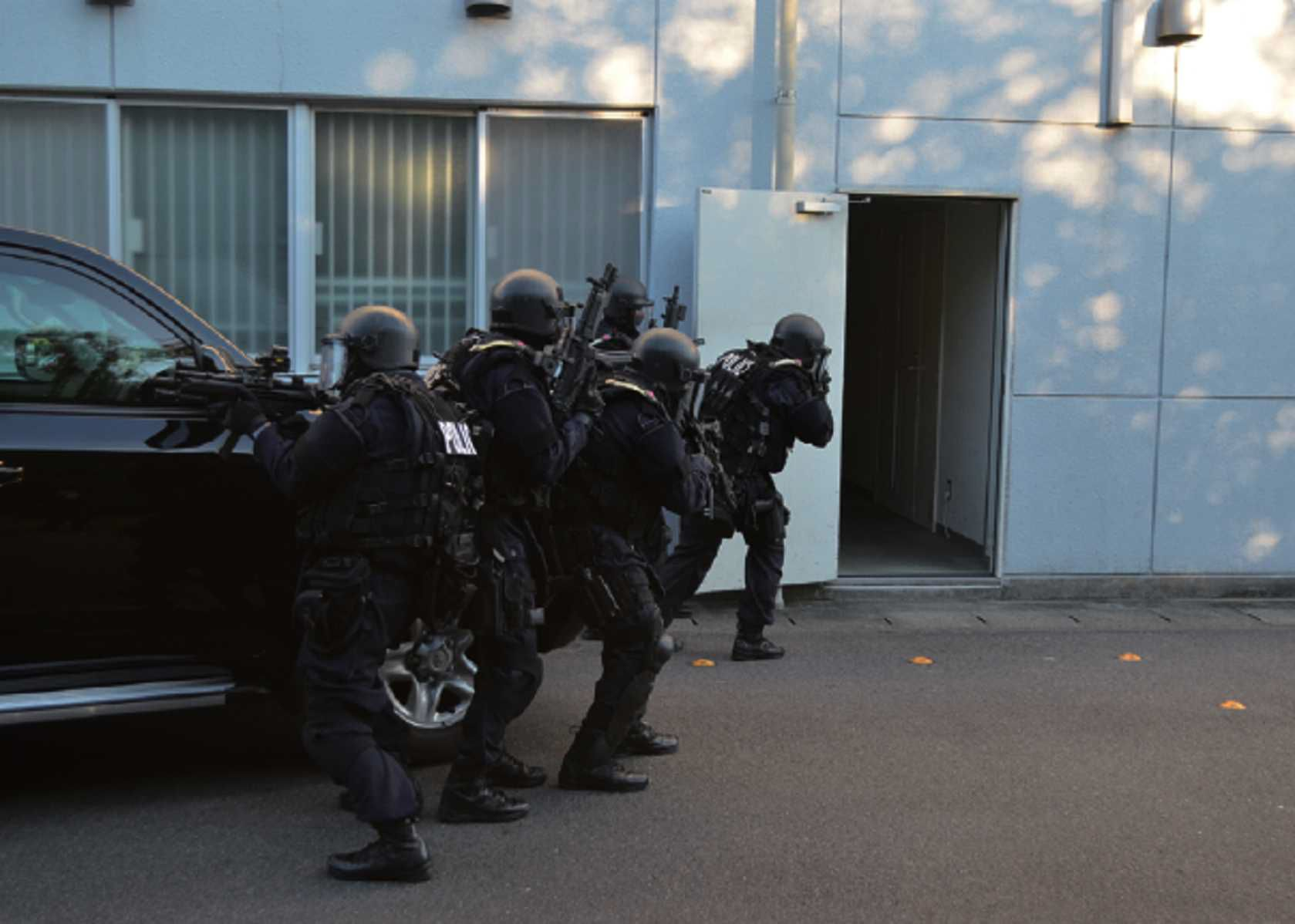
SATによる突入訓練

1977年のダッカ日航機ハイジャック事件を契機として、警察庁は、秘密裏に警視庁と大阪府警察に対テロ特殊部隊の編成を下命し、警視庁では第六機動隊特科中隊（SAP）、大阪府警察では第二機動隊零中隊として発足した。大阪府警察の部隊は1979年の三菱銀行人質事件で出動し犯人を射殺、また警視庁の部隊は1995年の全日空857便ハイジャック事件で突入する北海道警察部隊の支援にあたった。そして1996年、警察庁は特殊部隊の存在を公表するとともに、特殊部隊（SAT）として改編し、東京・大阪以外にも北海道警察、千葉県警察、神奈川県警察、愛知県警察、福岡県警察の各警備部にも発足することとなった。2005年には沖縄県警察にも編成されるとともに、各地の部隊も増強された。
またSATを補完するテロ対処部隊として、各警察本部機動隊には銃器対策部隊、NBCテロ対応専門部隊、爆発物処理班が設置されている。このうち銃器対策部隊は、上記の特科中隊・零中隊の創設に先駆けて、1968年の金嬉老事件を契機に警視庁や大阪府警察などに発足した特殊銃隊を前身としており、1996年に常設の部隊として増強改編された。埼玉県警察RATSのようにレンジャーに準じてラペリング降下などの突入能力を備えた部隊もあるほか、警視庁機動隊では、銃器対策部隊からの選抜によって緊急時初動対応部隊（ERT）を編成し、即応体制をとっている。2020年には沖縄県警察に尖閣諸島を含む離島への不法上陸を行う活動家や漁民に偽装した工作員への対応を任務とする国境離島警備隊が設置された。

#### 刑事部

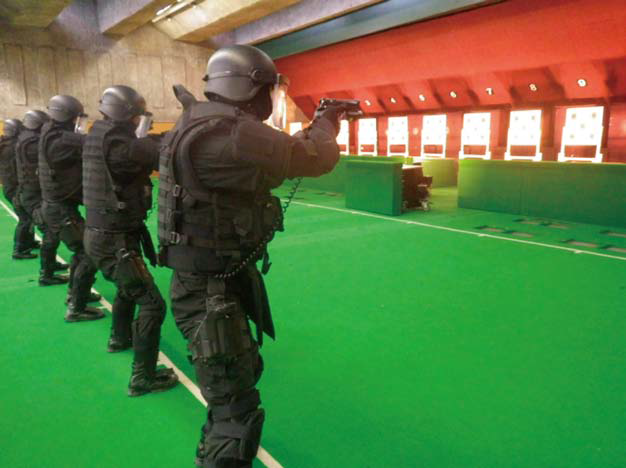
熊本県警察刑事部の人質立てこもり部隊

警視庁刑事部では、1963年の吉展ちゃん誘拐殺人事件での人質救出失敗を教訓として、1964年に特殊犯捜査係を設置した。これは捜査第一課のなかでも、誘拐や立てこもり事件、企業恐喝や業務上過失致死事件などを扱う部署であり、高度な科学知識および捜査技術に通暁した専任捜査官によって構成されていた。警察庁もこの施策に注目し、1981年3月までに全ての警察本部に設置された。
このような所掌をもつことから、刑事としての捜査だけに留まらず、人質の身に危険が迫った場合の最終手段として、突入制圧も担当するようになった。警視庁では、1992年に、捜査第一課の捜査官とともに、SATから選抜した人員を加えて、突入班を編成した。これはSAT隊員の射撃技術などを即戦力として期待した起用であった。
近年では多くの警察本部で刑事部に突入班が編成されているが、名称はそれぞれ異なっており、警視庁では「SIT」、大阪府警察では「MAAT」、埼玉県警察では「STS」、神奈川県警察では「SIS」、千葉県警察では「ART」と呼ばれている。編成方法も警察本部により異なり、小規模な警察本部では、捜査第一課だけでなく、機動捜査隊や、更に機動隊員も加えて突入班を編成している場合もある。

### 海上保安庁
海上保安庁では、海上テロ事案などに対処するため、1985年に関西国際空港海上警備隊（海警隊）、また1992年にはプルトニウム輸送船護衛のために警乗隊を発足させていた。そしてこれらを統合改編して、1996年に特殊警備隊（SST）が編成された。